# الاتحاد العربي السعودي للجمباز
الاتحاد العربي السعودي للجمباز تأسس 1 نوفمبر 1978 وأقيم في ذلك الموسم أول بطولة سعودية للجمباز حيث أصبحت تقام سنويًا من ذلك التاريخ.

## التاريخ
دخلت رياضة الجمباز إلى المملكة العربية السعودية لأول مرة في عام 1954م حيث شهدت حينئذ حدثاً رياضياً تذكارياً بمدينة الرياض، تضمن عروضاً على جهاز المتوازيين وحصان القفز و جهاز الحركات الأرضية. وفي ذلك الوقت، قامت وزارة المعارف التي كانت آنذاك هي أول هيئة متخصصة في رعاية الشباب، بشـراء عدد كبير من أجهزة الجمباز وتوزيعها على المدارس في جميع أنحاء المملكـة.
ثم بدأت المرحلة الثانيـة بإنشـاء الرئاسـة العامـة لرعايـة الشبـاب (GPYW) كمنظمة تولت مسئولية الرياضة في المملكة منذ عام 1973م.
وقد صدر قرار صاحب السمو الملكي الرئيس العام لرعاية الشباب بتشكيل الاتحاد العربي السعودي للجمباز برقم 2388/1 وتاريخ 31/11/1398هـ .
وأصبحت رياضة الجمباز واحدة من تلك الألعاب الرياضية الرئيسية التي تمارس داخل مراكز تدريب الناشئين التي أقامتها إدارة الإعداد والتدريب بالرئاسة العامة لرعاية التدريب (GPTW). وخلال تلك المرحلة شاركت المملكة العربية السعودية في الدورات الرياضية العربية التاليـة :
– الدورة العربيـة في دمشـق عام 1976-1977م.
– الدورة العربية المدرسيـة في ليبيـا عام 1977-1978م.
– الدورة العربية المدرسيـة في الصومال عام 1978-1979م.
ثم بدأت المرحلة الثالثـة بإنشـاء الاتحاد العربي السعودى للجمباز في العام 1978-1979م حيث تولى المسئولية الكاملة لتطوير هذه الرياضة و النهوض بمستواها على الصعيد الدولي. وقد أولى الاتحاد السعودى أيضاً اهتماماً كبيراً بالناشئين، سواءً بالمدارس أو بمراكز التدريـب.
وأقيمت أول بطولة سعودية في عام 78/1979م، حيث أصبحت تقام سنوياً منذ ذلك الحيـن.
أما المرحلة الرابعة فقد بدأت منذ أن بدأت ممارسة رياضة الجمباز في النوادى الرياضية التي كانت هي الحلقة الأخيرة من سلسلة الأماكن التي تؤهل اللاعبين للانضمام إلى الفرق القوميــة.

## عضويات الاتحاد
- انضم الاتحاد السعودي للجمباز إلى عضوية الاتحاد العربي للجمباز عام 1980.
- انضم الاتحاد السعودي للجمباز إلى عضوية الاتحاد الدولي للجمباز عام 1980.
- انضم الاتحاد السعودي للجمباز إلى عضوية الاتحاد الآسيوي للجمباز عام 1983.